# João Fogaça
João Fogaça (c. 1453 - 1511) foi um administrador, juiz e político português.

## Biografia
A 21 de Janeiro de 1478 foi nomeado Almoxarife da Alfândega de Lisboa.
A 1 de Setembro de 1486, João Fogaça teve autorização para levar do seu Paul grande com as ademas e do Paul pequeno com as levadas das azenhas aquelas coimas de gado maior e bestas e gado menor que se levam no Paul de Ota, mercê confirmada a 19 de Janeiro de 1497.
A 15 de Abril de 1490, João Fogaça, Fidalgo da Casa Real, pelos serviços que tem prestado como Almoxarife da Alfândega de Lisboa, teve mercê das rendas do sal do Reino do Algarve que é arrecadada pelo Almoxarife em Lagos e a renda do pão das terras das Atalaias no termo de Azambuja, que agora trazem Álvaro Pires, João Dias e João Pimenta, lavradores das ditas terras, tirando delas 5 moios de cevada, que João Fogaça sempre dará e entregará no nosso (de D. João II de Portugal) Almoxarifado de Azambuja, mercês confirmadas a 5 de Agosto de 1497.
A 27 de Março de 1492, João Fogaça, Fidalgo da Casa do Príncipe D. João, teve mercê, de 1478 em diante, da renda dos foros das casas que traz aforadas João Lobo, Procurador, que são na Rua Nova a Santa Maria de Oliveira, como tinha Diogo Fogaça, pai do dito João Fogaça, mercê confirmada a 2 de Agosto de 1496.
A 30 de Agosto de 1492, João Fogaça, Vedor da Fazenda da Casa Real, que tinha a renda da Casa do Sal de Faro, teve licença para fazer casas nas marinhas do dito sal para recolhimento dele, e que, depois de seu falecimento, havendo caso de lhe tirarmos a dita renda, lhe mandamos logo pagar o que se achar que a dita casa custará a fazer, sendo tal despesa escrita pelo nosso (de D. João II de Portugal) Escrivão do Almoxarifado da dita vila de Faro e agora ele trouxe a dita despesa escrita em um caderno feito por Simão Soeiro, Escrivão no dito Almoxarifado, no qual declara que a dita despesa monta a 53.125 reais e meio, mercê confirmada a 13 de Janeiro de 1497.
A 10 de Janeiro de 1493, João Fogaça, do Conselho e Vedor, teve Carta de Privilégio, porquanto é homem Fidalgo e serviu com homens, armas e bestas.
A 28 de Fevereiro de 1495, João Fogaça, do Conselho e Vedor da Casa Real, disse que, em tempo que D. Afonso foi 1.º Conde da vila de Faro, fez uma Coutada de coelhos nas marinhas da dita vila. E que, após a partida do dito Conde para fora destes Reinos, a dita Coutada ficou devassa, o que às ditas marinhas e rendas trazia muito dano e a ele João Fogaça trazia muita perda. Pedia que escrevêssemos ao nosso (de D. João II de Portugal) Corregedor do Reino do Algarve que falasse sobre ele com os Juízes e Oficiais da dita vila. Que, por ausência do dito Corregedor, o cometesse a Gonçalo Caeiro, Chanceler da dita Correição, e esteve sobre ele com os ditos Oficiais e Homens Bons da dita vila, segundo um instrumento apresentado. Tratava-se dum registo da decisão da Câmara de Faro em aceitar que se fizesse a referida Coutada, com as respectivas demarcações, mercê confirmada a 20 de Fevereiro de 1497.
A 19 de Janeiro de 1496, João Fogaça, Vedor que fora da Casa de D. João II de Portugal, em satisfação de 1.104.670 reais, teve mercê para receber de 109.426 aos quartéis do ano, sem tirar mais Carta de sua Fazenda.
A 20 de Maio de 1497, João Fogaça, Fidalgo da Casa Real e do Conselho, teve Confirmação duma carta de D. João II, pela qual proibia os caçadores dos coelhos nas marinhas de Faro de caçarem nelas, salvo no Dia de Entrudo, sob pena de perder os cães e furão e redes e pagar 100 reais por cada coelho que matasse, e que as ditas penas e coimas fossem para o dito João Fogaça, de que fez Couteiro.
A 12 de Fevereiro de 1498, João Fogaça, do Conselho, teve mercê do ofício de Couteiro da Coutada de Santa Maria das Virtudes, no Almoxarifado de Santarém, podendo pôr por si uma pessoa. Recebe de mercê as penas que forem aplicadas a quem caçar ou cortar madeira. O Convento e Mosteiro podem cortar a madeira.
A 3 de Março de 1498, João Fogaça, Fidalgo da nossa (de D. Manuel I de Portugal) Casa e do nosso (de D. Manuel I de Portugal) Conselho, Almoxarife que foi da Alfândega de Lisboa, teve Carta de Quitação sobre todos os direitos e cousas que recebeu e despendeu, durante 3 anos, no total de 18.930.666 reais.
A 27 de Novembro de 1500, João Fogaça, Fidalgo da nossa (de D. Manuel I de Portugal) Casa e do nosso (de D. Manuel I de Portugal) Conselho, teve mercê do ofício de Provedor da Aposentadoria da cidade de Lisboa.
A 15 de Janeiro de 1505, João Fogaça, do Conselho d'el-Rei, teve mercê do ofício de Juiz da Casa da Imposição e Aposentadoria e Agravos de Lisboa, tal como fora D. Martinho de Castelbranco, do mesmo Conselho e Vedor da Fazenda em Évora e Santarém. E em virtude do muito trabalho que haveria na dita Casa, com as arrematações das rendas dela, fazendo-as multiplicar, elevava-lhe o mantimento para 30.000 reais, sendo-lhe guardadas todas as honras, liberdades e proeminências.
A 1 de Agosto de 1506, passou recibo dos 104.926 reais que venceu no ano 1506 de sua tença na Alfândega.
A 29 de Agosto de 1511, D. Martinho de Castello-Branco, do Conselho e Vedor da Fazenda, foi nomeado Provedor e Procurador da Casa da Aposentadoria da cidade de Lisboa, tal como até aí foi João Fogaça, tendo-o renunciado para a coroa. O beneficiário haverá 10.000 reais de mantimento anual, juntando-se-lhe mais os 20.000 reais recebidos em vida por João Fogaça, quando da morte deste, perfazendo, nessa altura, o total de 30.000 reais.

## Dados genealógicos
Filho de Diogo Fogaça e de sua mulher, da qual foi segundo marido, Maria de Brito.
Casou com D. Maria de Eça (c. 1455 - d. 6 de Agosto de 1526), Dama da Rainha, que a 6 de Agosto de 1526 recebeu Alvará para se lhe dar 5 mil reais em pagamento da metade de seu ordenado. filha de D. Garcia de Eça e de sua primeira mulher Joana Soares de Albergaria, da qual teve três filhos e uma filha: 
- Fernão Fogaça, solteiro e sem geração
- Simão Fogaça, solteiro e sem geração
- Jorge de Eça (Ourém, c. 1474 - ?), Fidalgo da Casa Real e Comendador da Ordem de Santiago, casado com Helena de Alvim (Viana da Foz do Lima - ?), da qual teve uma única filha: 
  - Helena de Alvim (c. 1495 - ?), casada com Pedro Couceiro (c. 1475 - ?), Cavaleiro, Senhor da Quinta de Lamarosa, em Tentúgal, que teve Carta de Cavaleiro de D. João III de Portugal (Livro 32, Fólio 32v e Livro 50, Fólio 178v), com geração
- Joana de Eça (c. 1480 - d. 13 de Setembro de 1572)